# Phanerodontia chrysosporium
Phanerodontia chrysosporium är en svampart som först beskrevs av Harold H. Burdsall, och fick sitt nu gällande namn av Hjortstam & Ryvarden 20 10. Phanerodontia chrysosporium ingår i släktet Phanerodontia och familjen Thelephoraceae.   Inga underarter finns listade i Catalogue of Life.
I den svenska databasen Dyntaxa används istället namnet Phanerochaete chrysosporium för samma taxon.  Arten är reproducerande i Sverige.